# Mimus macdonaldi
Mimus macdonaldi là một loài chim trong họ Mimidae.